# طوطی‌نوک سه‌انگشته
طوطی‌نوک سه‌انگشته (نام علمی: Paradoxornis paradoxus) نام یک گونه از تیره چرخ‌ریسک‌نمایان است.